# Tinnevellia
Tinnevellia is een geslacht van rechtvleugeligen uit de familie veldsprinkhanen (Acrididae). De wetenschappelijke naam van dit geslacht is voor het eerst geldig gepubliceerd in 1940 door Henry.

## Soorten
Het geslacht Tinnevellia  is monotypisch en omvat slechts de volgende soort:
- Tinnevellia andrewi (Henry, 1940)